# Anton Stortelder
Anton Henricus Franciscus Stortelder (Zieuwent, 5 juli 1950) is een Nederlands (landschaps)ecoloog die vooral is gespecialiseerd in de vegetatiekunde en agrarisch natuurbeheer. Hij schreef mee aan verscheidene Nederlandse ecologische standaardwerken, waaronder de boekenreeks De vegetatie van Nederland, waarvoor hij tevens nieuwe syntaxa (tevens voor Europa) beschreef. Stortelder is grondlegger van het concept boeren voor natuur.
Stortelder werkte tevens bij verscheidene Nederlandse organisaties, waaronder Wageningen Environmental Research en Vogelbescherming Nederland. In 1993 richtte hij Stichting Kerkenpaden op.

## Beschreven syntaxa
In onderstaande lijst staan syntaxa (gesorteerd op syntaxonomische rang) waarvan Stortelder (co-)auteur is en die een artikel op de Nederlandstalige Wikipedia hebben.
Klassen
- klasse van berkenbroekbossen – Vaccinio-Betuletea pubescentis Stort., Hommel & De Waal 1998
- brummel-klasse – Lonicero-Rubetea plicati Haveman, Scham. & Stort. 1999

Orden
- orde van berkenbroekbossen – Vaccinio-Betuletalia pubescentis Stort. et al. 1999

Associaties
- bijvoet-ooibos – Artemisio-Salicetum albae Hommel, Stort. & Zonneveld 1999
- veldkers-ooibos – Cardamino amarae-Salicetum albae Stort., Hommel & Zonneveld ass. nov.
- zompzegge-berkenbroek – Carici curtae-Betuletum Stort., Hommel & De Waal 1998